# NBA All-Star Game 2020
Das NBA All-Star Game 2020 war die 69. Auflage des All-Star Games der NBA und wurde im Rahmen des All-Star Weekends am 16. Februar 2020 im United Center in Chicago ausgetragen, der Heimstätte der Chicago Bulls. Team LeBron (nach LeBron James) besiegte Team Giannis (nach Giannis Antetokounmpo) mit 157:155. 2020 wurde das All-Star Game in Chicago zum dritten Mal ausgetragen, vorher fand es in 1973 und 1988 in Chicago statt.

## All-Star Game

### Trainer
Die Head Coaches der beiden Teams wurden traditionell von den beiden besten Mannschaften der jeweiligen Conference gestellt. Da Mike Budenholzer von den Milwaukee Bucks bereits im Vorjahr als Head Coach für die Eastern All-Stars fungierte und daher nicht als Head Coach beim All-Star Game in Chicago an der Seitenlinie tätig sein durfte, wurde Nick Nurse, Trainer der Toronto Raptors, zum ersten Mal zum Cheftrainer der Eastern All-Stars ernannt. Im Westen wurde Frank Vogel von den Los Angeles Lakers zum Head Coach ernannt.

### Voting & Spieler
Wie auch schon in vorherigen Jahren wurden die Spielerlisten für das All-Star Game durch eine Abstimmung bestimmt. Die Fans konnten über die Internetseite der NBA und mit ihren Google-Konten abstimmen. Die Starter des Spiels wurden von den Fans, den Medien und von den aktuellen NBA-Spielern gewählt, die Fans waren dabei für 50 Prozent der Stimmen zuständig, die Medien und Spieler für jeweils 25 Prozent. Die zwei Backcourt- und die drei Frontcourt-Spieler mit den zusammengezählt meisten Stimmen wurden zu den Startern ernannt, der Spieler mit den meisten Stimmen in der eigenen Konferenz wurde zum Kapitän ernannt. Die Ersatzspieler des All-Star Spiels wurden von den Head Coaches der NBA-Mannschaften ausgesucht, die Trainer aus dem Westen wählten die Bankspieler im Westen, die Trainer aus dem Osten die Bankspieler im Osten, dazu konnten sie nicht die Spieler aus dem eigenen Team wählen, zum Beispiel konnte Dwane Casey – der Head Coach der Detroit Pistons – nicht Derrick Rose oder Blake Griffin wählen, da diese für die Pistons spielen. Jeder Coach hat zwei Backcourt-Spieler, drei Frontcourt-Spieler und zwei Wildcard-Spieler (egal welche Position) ausgewählt, mit allen Spielern in der Reihenfolge, in welcher sie die Spieler bevorzugen.
Am 23. Januar wurden die Startaufstellungen des All-Star Games bekanntgegeben. Trae Young von den Atlanta Hawks (erste Wahl) und Kemba Walker von den Boston Celtics (vierte Wahl) wurden zu den Backcourt-Startern im Osten ernannt. Pascal Siakam von den Toronto Raptors (erste Wahl), Giannis Antetokounmpo von den Milwaukee Bucks (vierte Wahl) und Joel Embiid von den Philadelphia 76ers (dritte Wahl) wurden zu den Frontcourt-Startern im Osten ernannt.
Im Westen wurden Luka Dončić von den Dallas Mavericks (erste Wahl) und James Harden von den Houston Rockets (achte Wahl) als Backcourt-Starter gewählt. Kawhi Leonard von den Los Angeles Clippers (vierte Wahl), Anthony Davis (siebte Wahl) und LeBron James (17. Wahl), beides Spieler der Los Angeles Lakers, wurden zu den Frontcourt-Startern gewählt.
Am 30. Januar wurden die Bankspieler bekanntgegeben. Kyle Lowry von den Toronto Raptors (sechste Wahl), Khris Middleton von Milwaukee Bucks (zweite Wahl), Domantas Sabonis von den Indiana Pacers (erste Wahl), Ben Simmons von den Philadelphia 76ers (zweite Wahl), Jayson Tatum von den Boston Celtics (erste Wahl) und Bam Adebayo und Jimmy Butler von den Miami Heat (erste und fünfte Wahl) wurden zu den Bankspielern im Osten ernannt.
Im Westen waren die Bankspieler Russell Westbrook von den Houston Rockets (neunte Wahl), Rudy Gobert und Donovan Mitchell von den Utah Jazz (erste Wahl bei beiden), Damian Lillard von den Portland Trail Blazers (fünfte Wahl), Chris Paul von den Oklahoma City Thunder (zehnte Wahl) und Nikola Jokić von den Denver Nuggets (zweite Wahl). Im Nachhinein wurde Damian Lillard jedoch noch durch Devin Booker von den Phoenix Suns (erste Wahl) ersetzt, da Lillard verletzt war und daher nicht teilnehmen konnte.
- Kursiv bedeutet, dass der Spieler der Kapitän des jeweiligen Teams ist.

| Pos.          | Spieler               | Mannschaft         | Nominierung |
| Starter       | Starter               | Starter            | Starter     |
| ------------- | --------------------- | ------------------ | ----------- |
| G             | Kemba Walker          | Boston Celtics     | 4           |
| G             | Trae Young            | Atlanta Hawks      | 1           |
| F             | Giannis Antetokounmpo | Milwaukee Bucks    | 4           |
| F             | Pascal Siakam         | Toronto Raptors    | 1           |
| C             | Joel Embiid           | Philadelphia 76ers | 3           |
| Ersatzspieler |                       |                    |             |
| G             | Kyle Lowry            | Toronto Raptors    | 6           |
| G             | Ben Simmons           | Philadelphia 76ers | 2           |
| G             | Jimmy Butler          | Miami Heat         | 5           |
| F             | Khris Middleton       | Milwaukee Bucks    | 2           |
| F             | Bam Adebayo           | Miami Heat         | 1           |
| F             | Jayson Tatum          | Boston Celtics     | 1           |
| C             | Domantas Sabonis      | Indiana Pacers     | 1           |

| Pos.          | Spieler           | Mannschaft             | Nominierung |
| Starter       | Starter           | Starter                | Starter     |
| ------------- | ----------------- | ---------------------- | ----------- |
| G             | James Harden      | Houston Rockets        | 8           |
| G             | Luka Dončić       | Dallas Mavericks       | 1           |
| F             | LeBron James      | Los Angeles Lakers     | 16          |
| F             | Kawhi Leonard     | Los Angeles Clippers   | 4           |
| C             | Anthony Davis     | Los Angeles Lakers     | 7           |
| Ersatzspieler |                   |                        |             |
| G             | Chris Paul        | Oklahoma City Thunder  | 10          |
| G             | Russell Westbrook | Houston Rockets        | 9           |
| G             | Devin Booker      | Phoenix Suns           | 1           |
| G             | Donovan Mitchell  | Utah Jazz              | 1           |
| F             | Brandon Ingram    | New Orleans Pelicans   | 1           |
| C             | Nikola Jokić      | Denver Nuggets         | 2           |
| C             | Rudy Gobert       | Utah Jazz              | 1           |
| Verletzt      |                   |                        |             |
| G             | Damian Lillard    | Portland Trail Blazers | 2           |

### Draft
Der Draft hat am 6. Februar 2020 stattgefunden und wurde vom US-amerikanischen Fernsehsender TNT übertragen. LeBron James und Giannis Antetokounmpo wurden zum zweiten Mal in Folge als Kapitäne und Namensgeber der beiden Mannschaften ausgewählt, bei James war es sogar das dritte Mal in Folge, seine erste Wahl fand jedoch noch zu seiner Zeit bei den Cleveland Cavaliers statt, also seinem Vertreter des Ostens.
Die ersten acht Spieler, die im Draft ausgewählt wurden, waren die Starter und die restlichen 14 die Bankspieler. NBA-Commissioner Adam Silver bestimmte Devin Booker als Ersatz für den verletzten Damian Lillard.
James suchte an erster Stelle seinen Mannschaftskameraden Anthony Davis aus, Antetokounmpo entschied sich für Center Joel Embiid.
| Pick | Player            | Team    |
| ---- | ----------------- | ------- |
| 1    | Anthony Davis     | LeBron  |
| 2    | Joel Embiid       | Giannis |
| 3    | Kawhi Leonard     | LeBron  |
| 4    | Pascal Siakam     | Giannis |
| 5    | Luka Dončić       | LeBron  |
| 6    | Kemba Walker      | Giannis |
| 7    | James Harden      | LeBron  |
| 8    | Trae Young        | Giannis |
| 9    | Khris Middleton   | Giannis |
| 10   | Damian Lillard    | LeBron  |
| 11   | Bam Adebayo       | Giannis |
| 12   | Ben Simmons       | LeBron  |
| 13   | Rudy Gobert       | Giannis |
| 14   | Nikola Jokić      | LeBron  |
| 15   | Jimmy Butler      | Giannis |
| 16   | Jayson Tatum      | LeBron  |
| 17   | Kyle Lowry        | Giannis |
| 18   | Chris Paul        | LeBron  |
| 19   | Brandon Ingram    | Giannis |
| 20   | Russell Westbrook | LeBron  |
| 21   | Donovan Mitchell  | Giannis |
| 22   | Domantas Sabonis  | LeBron  |

### Kader
| Pos      | Spieler           | Team      |
| Starter  | Starter           | Starter   |
| -------- | ----------------- | --------- |
| F        | LeBron James      | Lakers    |
| C        | Anthony Davis     | Lakers    |
| F        | Kawhi Leonard     | Clippers  |
| G        | Luka Dončić       | Mavericks |
| G        | James Harden      | Rockets   |
| Reserven |                   |           |
| G        | Ben Simmons       | 76ers     |
| C        | Nikola Jokić      | Nuggets   |
| F        | Jayson Tatum      | Celtics   |
| G        | Chris Paul        | Thunder   |
| G        | Russell Westbrook | Rockets   |
| C        | Domantas Sabonis  | Pacers    |
| G        | Devin Booker      | Suns      |

| Pos      | Spieler               | Team     |
| Starter  | Starter               | Starter  |
| -------- | --------------------- | -------- |
| F        | Giannis Antetokounmpo | Bucks    |
| C        | Joel Embiid           | 76ers    |
| F        | Pascal Siakam         | Raptors  |
| G        | Kemba Walker          | Celtics  |
| G        | Trae Young            | Hawks    |
| Reserven |                       |          |
| F        | Khris Middleton       | Bucks    |
| F        | Bam Adebayo           | Heat     |
| C        | Rudy Gobert           | Jazz     |
| G        | Jimmy Butler          | Heat     |
| G        | Kyle Lowry            | Raptors  |
| F        | Brandon Ingram        | Pelicans |
| G        | Donovan Mitchell      | Jazz     |

### Spiel
Am 30. Januar 2020 wurde bekanntgegeben, dass das Spiel ein neues Format haben würde. Die ersten drei Viertel werden wie verschiedene Spiele gezählt, wobei der Punktestand nach jedem Viertel zurückgesetzt wurde. Für jedes gewonnene Viertel erhielt die jeweilige Mannschaft 100.000 US-Dollar, die einem Wohltätigkeitsverein gespendet wurden. Am Ende des dritten Viertels wurde der Gesamtpunktestand bekanntgegeben, daraufhin der führenden Mannschaft 24 Punkte hinzugefügt, dies war dann die Zielpunktzahl. Die Punktezahl 24 wurde in Ehren des am 26. Januar bei einem Hubschrauberabsturz verstorbenen Kobe Bryant ausgewählt. Die Mannschaft, die die Zielpunktzahl zuerst erreichte, gewann das Spiel und erhielt 200.000 US-Dollar für den gewählten wohltätigen Zweck. Für den Fall, dass eine Mannschaft alle drei Viertel gewinnt und die Zielpunktzahl zuerst erreicht, sah das Regelwerk vor, dass das Gewinnerteam 500.000 US-Dollar und das Verliererteam 100.000 US-Dollar (jeweils für den bestimmten wohltätigen Zweck) erhält.
Um Kobe Bryant und seine Tochter Gianna, welche im selben Unfall verstarb, zusätzlich zu ehren, trugen alle Mitglieder des Team LeBron die Rückennummer 2 (Trikotnummer von Gianna Bryant), und alle Spieler im Team Giannis die Nummer 24 (Trikotnummer von Kobe Bryant von 2006 bis 2016).
Team LeBron gewann das erste Viertel, Team Giannis das zweite Viertel und das dritte Viertel war ein Unentschieden, also wurden die 100.000 US-Dollar des dritten Viertels in das vierte Viertel verschoben, es waren also 300.000 US-Dollar im letzten Viertel zu gewinnen. Da Team Giannis mit 133:124 führte, war die Zielpunktzahl 157.
Anthony Davis erzielte den letzten Punkt für Team LeBron per Freiwurf, somit endete das Spiel mit einem 157:155 für seine Mannschaft. Die neuen Regeln trafen bei Spielern und Publikum auf Zustimmung.
Kawhi Leonard erhielt die Auszeichnung als bester Spieler des All-Star Games (Most Valuable Player), welche nach Kobe Bryant benannt wurde.
| 16. Februar 19:30 Uhr (CT) |                                                                                    | Team LeBron 157, Team Giannis 155 | Team LeBron 157, Team Giannis 155                                                                   | Team LeBron 157, Team Giannis 155 | United Center, Chicago Zuschauer: 17.808 Schiedsrichter: #8 Marc Davis #42 Eric Lewis #61 Courtney Kirkland | TNT, TBS |
| 16. Februar 19:30 Uhr (CT) | Punkte pro Viertel: 53–41, 30–51, 41–41, 33–22                                     |                                   | |                                   | United Center, Chicago Zuschauer: 17.808 Schiedsrichter: #8 Marc Davis #42 Eric Lewis #61 Courtney Kirkland | TNT, TBS |
| 16. Februar 19:30 Uhr (CT) | Punkte: Kawhi Leonard 30 Rebounds: Anthony Davis 9 Assists: drei Spieler jeweils 6 |                                   | Punkte: Giannis Antetokounmpo 25 Rebounds: Antetokounmpo & Gobert jeweils 11 Assists: Trae Young 10 |                                   | United Center, Chicago Zuschauer: 17.808 Schiedsrichter: #8 Marc Davis #42 Eric Lewis #61 Courtney Kirkland | TNT, TBS |
| 16. Februar 19:30 Uhr (CT) |                                                                                    |                                   | |                                   | United Center, Chicago Zuschauer: 17.808 Schiedsrichter: #8 Marc Davis #42 Eric Lewis #61 Courtney Kirkland | TNT, TBS |

## All-Star Weekend

### Celebrity Game
Die Trainer für das Celebrity Game 2020 waren der „First Take“-Analyst Stephen A. Smith und der „Pardon the Interruption“-Gastgeber Michael Wilbon. Team Wilbon besiegte Team Stephen A. mit 62:47, der Rapper Common gewann den Celebrity Game 2020 Most Valuable Player Award (10 Punkte, 5 Rebounds, 5 Assists).
| Player                                          | Background                                             |
| ----------------------------------------------- | ------------------------------------------------------ |
| Ronnie 2K (2)                                   | Marketing Direktor bei 2K Sports                       |
| Anthony „Spice“ Adams                           | Schauspieler, Comedian, Ehemalige NFL Defensive Tackle |
| Taylor Bennett                                  | Rapper                                                 |
| LaRoyce Hawkins                                 | Schauspieler (Chicago P.D.)                            |
| Lil Rel Howery                                  | Schauspieler, Comedian                                 |
| Marc Lasry (5)                                  | Milwaukee Bucks Ko-Besitzer                            |
| Darius Miles                                    | ehemaliger NBA-Spieler                                 |
| Katelyn Ohashi                                  | Turnerin                                               |
| Quavo (3)                                       | Rapper                                                 |
| Chance the Rapper                               | Rapper                                                 |
| A’ja Wilson (2)                                 | WNBA Spielerin                                         |
| Head Coach: Stephen A. Smith (ESPN Kommentator) |                                                        |
| Assistant Coach: Guy Fieri (TV Host und Chef)   |                                                        |

| Player                                                          | Background                                               |
| --------------------------------------------------------------- | -------------------------------------------------------- |
| Chef José Andrés                                                | Chef                                                     |
| Jon Batiste                                                     | Musiker, Bandleiter (The Late Show with Stephen Colbert) |
| Kane Brown                                                      | 4× AMA preisgekrönter Künstler                           |
| Bad Bunny (2)                                                   | Musiker                                                  |
| Hannibal Buress                                                 | Schauspieler, Comedian                                   |
| Common (8)                                                      | Rapper                                                   |
| Chelsea Gray                                                    | WNBA Spielerin                                           |
| Jidenna                                                         | Musiker                                                  |
| Famous Los (2)                                                  | Comedian, Influencer                                     |
| Alex Moffat                                                     | Schauspieler und Comedian (Saturday Night Live)          |
| Quentin Richardson (2)                                          | ehemaliger NBA-Spieler                                   |
| Head Coach: Michael Wilbon (ESPN Kommentator)                   |                                                          |
| Assistant Coach: Jesse Williams (Schauspieler (Grey's Anatomy)) |                                                          |

### Rising Stars Challenge
Das Spiel endete mit einem Sieg für Team USA (151:131), die meisten Punkte erzielte RJ Barrett von den New York Knicks (27), die meisten Rebounds Brandon Clarke von den Memphis Grizzlies (8) und die meisten Assists verteilte Trae Young von den Atlanta Hawks (7).
| Pos.     | Nat.        | Spieler                  | Team                   | Rookie/Sophomore |
| -------- | ----------- | ------------------------ | ---------------------- | ---------------- |
| G        | Kanada      | Nickeil Alexander-Walker | New Orleans Pelicans   | Rookie           |
| G/F      | Kanada      | R. J. Barrett            | New York Knicks        | Rookie           |
| F        | Kanada      | Brandon Clarke           | Memphis Grizzlies      | Rookie           |
| G/F      | Slowenien   | Luka Dončić              | Dallas Mavericks       | Sophomore        |
| G        | Kanada      | Shai Gilgeous-Alexander  | Oklahoma City Thunder  | Sophomore        |
| F        | Japan       | Rui Hachimura            | Washington Wizards     | Rookie           |
| G        | Nigeria     | Josh Okogie              | Minnesota Timberwolves | Sophomore        |
| G/F      | Ukraine     | Svi Mykhailiuk           | Detroit Pistons        | Sophomore        |
| C        | Deutschland | Moritz Wagner            | Washington Wizards     | Sophomore        |
| F        | Italien     | Nicolò Melli             | New Orleans Pelicans   | Rookie           |
| Verletzt |             |                          |                        |                  |
| C        | Bahamas     | Deandre Ayton            | Phoenix Suns           | Sophomore        |

| Pos.     | Spieler            | Team                  | Rookie/Sophomore |
| -------- | ------------------ | --------------------- | ---------------- |
| F        | Miles Bridges      | Charlotte Hornets     | Sophomore        |
| G        | Devonte' Graham    | Charlotte Hornets     | Sophomore        |
| G        | Ja Morant          | Memphis Grizzlies     | Rookie           |
| F        | Jaren Jackson Jr.  | Memphis Grizzlies     | Sophomore        |
| F        | Zion Williamson    | New Orleans Pelicans  | Rookie           |
| G        | Kendrick Nunn      | Miami Heat            | Rookie           |
| F        | Eric Paschall      | Golden State Warriors | Rookie           |
| F        | P. J. Washington   | Charlotte Hornets     | Rookie           |
| G        | Trae Young         | Atlanta Hawks         | Sophomore        |
| G        | Collin Sexton      | Cleveland Cavaliers   | Sophomore        |
| Verletzt |                    |                       |                  |
| C        | Wendell Carter Jr. | Chicago Bulls         | Sophomore        |
| G        | Tyler Herro        | Miami Heat            | Rookie           |

### Skills Challenge
| Pos.     | Spieler                 | Team                  | Größe  | Gewicht |
| -------- | ----------------------- | --------------------- | ------ | ------- |
| F        | Bam Adebayo             | Miami Heat            | 206 cm | 115 kg  |
| G        | Patrick Beverley        | Los Angeles Clippers  | 185 cm | 81 kg   |
| G        | Spencer Dinwiddie       | Brooklyn Nets         | 196 cm | 97 kg   |
| G        | Shai Gilgeous-Alexander | Oklahoma City Thunder | 198 cm | 81 kg   |
| F        | Khris Middleton         | Milwaukee Bucks       | 201 cm | 100 kg  |
| C        | Domantas Sabonis        | Indiana Pacers        | 211 cm | 108 kg  |
| F        | Pascal Siakam           | Toronto Raptors       | 206 cm | 104 kg  |
| F        | Jayson Tatum            | Boston Celtics        | 203 cm | 95 kg   |
| Verletzt |                         |                       |        |         |
| G        | Derrick Rose            | Detroit Pistons       | 188 cm | 90 kg   |

| Viertelfinale | Viertelfinale           | Viertelfinale    |                 |   | Halbfinale | Halbfinale | Halbfinale |  |  | Finale | Finale | Finale |
|               |                         |                  |                 |   |            |            |            |  |  |        |        |        |
|               | Spencer Dinwiddie       | X                |                 |   |            |            |            |  |  |        |        |        |
|               | Bam Adebayo             | O                |                 |   |            |            |            |  |  |        |        |        |
|               | Bam Adebayo             | O                | Bam Adebayo     | O |            |            |            |  |  |        |        |        |
|               |                         |                  | Bam Adebayo     | O |            |            |            |  |  |        |        |        |
|               |                         | Pascal Siakam    | X               |   |            |            |            |  |  |        |        |        |
|               | Patrick Beverley        | Pascal Siakam    | X               | X |            |            |            |  |  |        |        |        |
|               |                         |                  |                 | X |            |            |            |  |  |        |        |        |
|               | Pascal Siakam           | O                |                 |   |            |            |            |  |  |        |        |        |
|               | Pascal Siakam           | O                | Bam Adebayo     | O |            |            |            |  |  |        |        |        |
|               |                         |                  |                 | O |            |            |            |  |  |        |        |        |
|               |                         | Domantas Sabonis | X               |   |            |            |            |  |  |        |        |        |
|               | Shai Gilgeous-Alexander | Domantas Sabonis | X               | X |            |            |            |  |  |        |        |        |
|               |                         |                  |                 | X |            |            |            |  |  |        |        |        |
|               | Khris Middleton         | O                |                 |   |            |            |            |  |  |        |        |        |
|               | Khris Middleton         | O                | Khris Middleton | X |            |            |            |  |  |        |        |        |
|               |                         |                  | Khris Middleton | X |            |            |            |  |  |        |        |        |
|               |                         | Domantas Sabonis | O               |   |            |            |            |  |  |        |        |        |
|               | Jayson Tatum            | Domantas Sabonis | O               | X |            |            |            |  |  |        |        |        |
|               |                         |                  |                 | X |            |            |            |  |  |        |        |        |
|               | Domantas Sabonis        | O                |                 |   |            |            |            |  |  |        |        |        |

### Three-Point Contest
| Pos. | Spieler         | Team               | erste Runde | finale Runde       |
| ---- | --------------- | ------------------ | ----------- | ------------------ |
| G    | Buddy Hield     | Sacramento Kings   | 27          | 27                 |
| G    | Devin Booker    | Phoenix Suns       | 27          | 26                 |
| F    | Dāvis Bertāns   | Washington Wizards | 26          | 22                 |
| G    | Zach LaVine     | Chicago Bulls      | 23          | nicht Qualifiziert |
| G/F  | Joe Harris      | Brooklyn Nets      | 22          | nicht Qualifiziert |
| F    | Duncan Robinson | Miami Heat         | 19          | nicht Qualifiziert |
| G    | Devonte' Graham | Charlotte Hornets  | 18          | nicht Qualifiziert |
| G    | Trae Young      | Atlanta Hawks      | 15          | nicht Qualifiziert |

### Slam Dunk Contest
| Pos. | Spieler           | Team               | erste Runde | finale Runde       |
| ---- | ----------------- | ------------------ | ----------- | ------------------ |
| F    | Derrick Jones Jr. | Miami Heat         | 96 (46+50)  | 198 (50+50+50+48)  |
| F    | Aaron Gordon      | Orlando Magic      | 100 (50+50) | 197 (50+50+50+47)  |
| G    | Pat Connaughton   | Milwaukee Bucks    | 95 (45+50)  | nicht Qualifiziert |
| C    | Dwight Howard     | Los Angeles Lakers | 90 (41+49)  | nicht Qualifiziert |